# US Stade Tamponnaise
US Stade Tamponnaise is een Réunionse voetbalclub uit Le Tampon.
De club werd in 1982 gevormd door een fusie tussen SS Tamponnaise (opgericht in 1922) en Stade Tamponnais (opgericht in 1971).

## Palmares
Kampioen
1991, 1992, 1999, 2003, 2004, 2005, 2006, 2007, 2010
Beker van Réunion
Winnaar: 1991, 1993, 2000, 2003
Finalist: 1999, 2004, 2007